# Béla Sárosi
Béla Sárosi (en húngaro: Béla Sárosi Malteny, nacido como Béla Stefancsics; Budapest, Hungría, 15 de mayo de 1919-Zaragoza, España, 15 de junio de 1993) fue un jugador y entrenador de fútbol húngaro. En su etapa como jugador profesional se desempeñaba como centrocampista. 
Fue hermano del también futbolista György Sárosi, con quien fue compañero de equipo en la selección húngara, y del nadador y waterpolista László Sárosi. Su sobrino, también llamado László Sárosi, fue campeón olímpico de waterpolo en 1976.

## Selección nacional
Fue internacional con la selección húngara en 25 ocasiones y convirtió 3 goles. Formó parte de la selección subcampeona de la Copa del Mundo de 1938, pese a no haber jugado ningún partido durante el torneo.

### Participaciones en Copas del Mundo
| Mundial                        | Sede    | Resultado  | Partidos | Goles |
| ------------------------------ | ------- | ---------- | -------- | ----- |
| Copa Mundial de Fútbol de 1938 | Francia | Subcampeón | 0        | 0     |

## Clubes

### Como jugador
| Club                   | País     | Año       |
| ---------------------- | -------- | --------- |
| Ferencvárosi TC        | Hungría  | 1937-1946 |
| Bologna FC             | Italia   | 1946-1949 |
| AS Bari                | Italia   | 1949-1950 |
| Junior de Barranquilla | Colombia | 1950-1951 |
| FC Porto               | Portugal | 1951      |
| Real Zaragoza          | España   | 1952      |
| FC Lugano              | Suiza    | 1953-1955 |
| Millonarios            | Colombia | 1955      |

### Como entrenador
| Club                     | País             | Año       |
| ------------------------ | ---------------- | --------- |
| FC Lugano                | Suiza            | 1953-1956 |
| FC Basilea               | Suiza            | 1956-1958 |
| SSV Jahn Ratisbona       | Alemania Federal | 1958-1959 |
| Alemannia Aachen         | Alemania Federal | 1959-1961 |
| K Beerschot VAC          | Bélgica          | 1961-1962 |
| FC Barcelona (asistente) | España           | 1962-1964 |

## Palmarés

### Como jugador

#### Campeonatos nacionales
| Título              | Club            | País    | Año  |
| ------------------- | --------------- | ------- | ---- |
| Nemzeti Bajnokság I | Ferencvárosi TC | Hungría | 1938 |
| Nemzeti Bajnokság I | Ferencvárosi TC | Hungría | 1940 |
| Nemzeti Bajnokság I | Ferencvárosi TC | Hungría | 1941 |
| Copa de Hungría     | Ferencvárosi TC | Hungría | 1942 |
| Copa de Hungría     | Ferencvárosi TC | Hungría | 1943 |
| Copa de Hungría     | Ferencvárosi TC | Hungría | 1944 |

### Como entrenador asistente

#### Campeonatos nacionales
| Título                | Club         | País   | Año  |
| --------------------- | ------------ | ------ | ---- |
| Copa del Generalísimo | FC Barcelona | España | 1963 |